# 안평초등학교 중률분교
안평초등학교 중률분교는 경상북도 의성군 신평면에 있었던 초등학교 분교이다.

## 연혁
- 1948년 9월 1일 신평국민학교 중률분교 설립 인가 및 개교
- 1951년 9월 1일 중률국민학교 승격 분리
- 1989년 3월 6일 병설유치원 개원
- 1996년 3월 1일 중률초등학교 개편
- 1998년 3월 1일 신평초등학교 분교장 격하 편입
- 1999년 3월 1일 안평초등학교 분교장 격하 편입, 신평분교장 이관
- 2007년 3월 1일 폐교 및 안평초등학교 통폐합